# Хлебороб (Сумская область)
Хлебороб (укр. Хлібороб) — село,
Середина-Будский городской совет,
Середино-Будский район,
Сумская область,
Украина.
Код КОАТУУ — 5924410107. Население по переписи 2001 года составляло 56 человек.

## Географическое положение
Село Хлебороб находится на берегу реки Уличка,
выше по течению на расстоянии в 5 км расположен город Середина-Буда,
ниже по течению на расстоянии в 2 км расположено село Винторовка.
К селу примыкает граница с Россией.

## История
Калугин хутор был основан в первой половине XIX века, до 1853 года, кем-то из дворян Калугиных, проживавших в местечке Середина-Буда: капитаном Николаем Андреевичем Калугиным (? — 9.01.1847), похороненным на кладбище у Николаевской церкви Середина-Буды, или его сыном Николаем Николаевичем Калугиным (6.12.1810 — 27.11.1902), похороненным на кладбище у Рождество-Богородичной церкви Середина-Буды.
Накануне отмены крепостного права, в 1859 году, в Калугине числилось 6 дворов, в которых проживало 27 жителей. Большинство из них были крепостными и принадлежали действительному статскому советнику и почётному мировому судье Новгород-Северского уезда Николаю Николаевичу Калугину.
В начале XX века Н. Н. Калугин владел в населённом пункте 372 десятинами земли, водяной мельницей на реке Уличке и небольшим маслобойным заводом. После его смерти указанное имущество перешло по наследству к его жене Агафии Лукиничне Калугиной (5.02.1827 — 25.02.1906) и детям.
В 1917 году большевики отобрали у Калугиных всю их собственность и передали её во владение местным коммунарам, которые организовали на её основе пролетарскую сельскохозяйственную коммуну, переросшую в 1932 году в колхоз «Хлебороб». По его названию в 30-е годы был переименован и сам хутор.